# Ренгартен, Константин Константинович

Во время путешествия.

Константи́н Константи́нович Ренга́ртен (26 сентября 1864, город Игумен, Минская губерния — 1906, Забайкалье) — путешественник и журналист. Из остзейских немцев. Первым в Российской империи совершил пешее кругосветное путешествие. Можно предположить, что он также был первым в мире в своей категории. Во всяком случае, данных о том, что кто-то до Ренгартена мог обойти пешком земной шар, нами не обнаружено.

## Биография
Константин Константинович Ренгартен родился 26 сентября 1864 года в Минской губернии в семье окружного надзирателя акцизного управления. Известно, что Ренгартен с ранних лет увлекался путешествиями, побывал в Западной Европе, Азии, Африке.Заветной мечтой мальчика было кругосветное путешествие, однако врачи утверждали, что с его здоровьем нечего было думать о море. Тогда-то он задумался о пешем кругосветном путешествии.
В 4 часа утра 15 августа 1894 года Константин Ренгартен отправился в путь первопроходца. Отправной точкой стал город Рига. На подготовку к этому подвигу ушло 10 лет жизни. Предполагалось, что само путешествие должно занять около четырёх лет. «Когда в науке открытие идёт за открытием, а быстрота и удобство передвижения достигли своего кульминационного пункта, если хочется что-либо изучить, то надо смотреть не из окна вагона или удобного экипажа, а двигаясь шаг за шагом» — так начинающий путешественник заявил журналистам. Однако он был не один: вместе с ним вызвался идти некто Николай Грейнерт. За 8 дней они рассчитывали дойти до Двинска, который в то время входил в состав Витебской губернии. Затем они последовательно прошли через Витебск, Смоленск, Орёл и Ростов-на-Дону, Тифлис, продвигаясь все дальше по Российской империи. К декабрю путешественники рассчитывали достичь её границ и подойти к приграничному городу Джульфа. Однако пионеров на их нелёгком пути подстерегали кое-какие сюрпризы.
Когда они переходили территорию Украины, их застал врасплох сезон дождей. Уже в Харькове молодой спутник Ренгартена предпочёл отделиться и вернуться в исходный пункт — в Ригу, отказавшись продолжать кругосветку. Таким образом, к границам Российской империи в районе вулканического массива Арарат Ренгартен подошёл один. Одному ему предстояло продолжить и завершить свой беспрецедентный замысел. Далее против Ренгартена ополчились климатические условия — в Персии аномально рано установилась чудовищная жара. Температура воздуха в некоторые дни достигала 50 °C. Всего Ренгартену суждено было провести на территории Персии 71 день. Есть свидетельства, что у путешественника не раз возникали проблемы с ночёвкой — ночевать приходилось в сараях и хлевах. Неоднократно за советом к иностранцу обращались местные жители. Так как Ренгартен взял с собой классический запас туриста, то он на просьбы персиян делился с ними средством от глазной боли (холодный чай) или от ожогов (известь).
Путь Ренгартена лежал на восток. С юга он обогнул Каспийское море и Копетдаг, затем снова пересёк границу Российского государства и, используя караванные тропы, равно как и помощь местного населения, через пустыни Средней Азии и Казахстана добрался до Томска. Далее он наметил свой путь к озеру Байкал. Байкал стал своеобразной вехой на пути рижанина: после него начался наиболее сложный участок. 36 дней Ренгартен потратил на то, чтобы преодолеть пустынные и полупустынные ландшафты пустыни Гоби. Эти 36 дней в памяти Ренгартена запечатлелись как «одна тёмная безотрадная ночь». Его поразила величина пустыни, из которой, казалось, состоит весь земной шар (так впоследствии он отмечал в своих воспоминаниях), кочевники, не знающие ни хлеба, ни соли, но, вопреки этому, отличавшиеся невероятным гостеприимством. Путешественник высоко оценил радушие и честность бескорыстно помогавших ему монголов, несмотря на бедность. К тому же ему показался занимательным обычай монголов «осматривать чужую собственность» — подержат в руках, передадут друг другу, но никогда не позаимствуют. Удивила его и возможность подать весть о себе письмом — оно передавалось местными жителями из рук в руки совершенно бескорыстно, пока не достигало первой почтовой станции. Несмотря на кажущуюся безлюдность края, он произвёл на Ренгартена более чем приятное впечатление.
Следующий этап пути: Северный Китай. Посетив город Калган, он отмечал, что в определённом районе города проживает диаспора русских купцов. После отбытия из Китая К. К. Ренгартен пароходом переправился в Японию, где и задержался на целых 4 месяца.
После японского гостеприимства Ренгартен совершил океанический переход через Тихий океан и оказался в Новом Свете. Первым городом Нового Света, распахнувшим свои двери перед странником, был Сиэтл. Затем последовали посещения Сан-Франциско, Солт-Лейк-Сити, Канзас-Сити, Чикаго, Буффало и, наконец, он оказался в Большом яблоке — Нью-Йорке. В общей сложности пребывание в США заняло у него 2 года.
Сев на пароход «Ля-Бургонь», Ренгартен возвращается в Старый Свет. Город Гавр приветствовал загулявшего путешественника. Ренгартен направил свои стопы на запад, аккурат вдоль северного берега Бискайского залива, прошёл через Бретань, Брест и, достигнув самой западной точки Франции, поменял направление и направился на восток. Париж, Верден, Мец — главные французские города приветствовали русско-немецкого путешественника.
Что касается Германии, то на её территории путешественника встречали уже в буквальном смысле слова как звезду. Ренгартен попробовал себя в роли лектора — кафедру ставшему маститым путешественнику предоставили Мюнхен, Штутгарт, Дрезден и Берлин.
Наконец долгожданная русская граница. На второй родине — в Лифляндской губернии его ожидал настоящий фурор. Во-первых, триумфальная арка из цветов, воздвигнутая на самой границе. Во-вторых, повсюду улыбающиеся лица с букетами цветов в руках. Либава, Митава — все рады возвращению блудного сына, в одночасье ставшего знаменитым. 
На календаре 27 сентября 1898 года. Путешественник вступил в Ригу. В Риге Ренгартена встречали демонстрацией, активное участие в которой приняли рижские общества гребцов, велосипедистов, гимнастов и даже певческое общество. Встреча происходила на территории Рижского яхт-клуба (совр. Баласта дамбис, 1), который был открыт за два года до возвращения К. К. Ренгартена. Затем путешественник перешёл Понтонный мост и направился прямиком в свою квартиру, которая за короткое время утонула в цветах. Хозяин книжного магазина на Купеческой улице по фамилии Дейбнер успел вывесить портрет землепроходца на самом видном месте своего заведения.
Итого человек из Риги прошёл 25 194 версты (26 877 километров) ровно за 4 года 1 месяц и 12 дней.
Константин Константинович Ренгартен был удостоен звания почётного гражданина Риги. Крупные российские города, Москва и Санкт-Петербург пригласили его к себе с чтением лекций, в Петербурге издали брошюру, посвящённую его подвигу, он стал героем многочисленных публикаций и интервью. Его подвиг вызвал массу последователей. По Европе прокатилась волна пеших кругосветных путешествий. Моду на них ввёл житель Риги родом из Минской губернии Константин Ренгартен.

## Издания книги Ренгартена
- Konstanty Rengarten. Pieszo do Chin. Wrażenia z podróży. Wyd. Granowski i Sikorski, Варшава, 1898 (на польском языке).
- Konstanty Rengarten. Pieszo do Chin. Wyd. LTW, Варшава, 2011. ISBN 978-83-7565-180-5 и ISBN 978-83-7565-181-2 (на польском языке).
- Konstantin von Rengarten. Jala ümber maailma. Jurjewis, 1898.